# Kirstine Ladefoged Jensen
Kirstine Ladefoged Jensen (født 15. januar 1907 i Vium, død 6. december 1964 i København) var en dansk læge og politiker for Venstre. Hun er kendt for at være en af ophavskvinderne til oplysningsbevægelsen Folkevirke, samt for sit engagement for den grønlandske befolknings rettigheder. Hun blev ridder af Dannebrogordenen 1957.

## Tidlige år
Kirstine Ladefoged Jensen voksede op på familiens gård udenfor landsbyen Vium i Salling. I skolen udmærkede hun sig som en dygtig elev og tog almindelig forberedelseseksamen i 1923. Hun udnyttede muligheden at fortsætte sin skolegang og hun blev student fra Viborg Katedralskole 1926. Hun bestemte sig derefter for at studere til læge og flyttede til København for at læse på Københavns Universitet. Hun fik værelse i det nyoprettede kollegium Kvinderegensen, ved hvilken hun knyttede kontakter med flere af tidens fremstående kvinder. Blandt disse var medicinaldirektør Esther Ammundsen, retspsykiater Emma Vestergaard og justitisminister Helga Pedersen. Efter lægevidenskabelig embedseksamen i 1934 havde hun, lige som mange andre nyuddannede læger, svært at finde fast arbejde. Til en begyndelse fik hun et vikariat på Skive Sygehus. Senere kom der en mulighed at blive vikarierende distriktslæge i Maniitsoq (Sukkertoppen) på Grønland, en chance som Jensen tog. Vikariat varede kun i et år (1935-1936), og hun arbejdede derefter som læge i hovedstaden Nuuk (Godthåb) frem til 1938. Opholdet i Grønland gav hende et livslangt engagement i grønlandske forhold og Jensen fik kælenavnet ”Stine Grønlænder”. Et år efter hjemkomsten oprettede sammen med kollegaen Karen Marie Sveistrup en lægekonsultation på Christianshavn.
Jensen forblev ugift hele sit liv og ingen børn.

## Politisk engagement
Kirstine Ladefoged Jensen var aktiv i Den danske modstandsbevægelse som bestyrelsemedlem i Frit Danmarks lægegruppe. Efter krigens afslutning arbejdede hun for Røde Kors i Tyskland og Østrig. For dette belønnedes hun med organisationens fortjenstmedalje i 1953. Hun var bestyrelsesmedlem i Den liberale Venstreforening i København fra 1943. Det år resulterede folketingsvalget i at antallet af kvinder i Folketinget halveredes fra fire til to, hvilket fik flere kvinder, deriblandt den socialdemokratiske politiker Bodil Koch og Jensen, til at oprette den tværpolitiske oplysningsbevægelse Folkevirke i 1944. Denne bevægelse havde bl.a. som mål at arbejde for øget ligestilling mellem kønnene, hvilket man mente var afgørelse for at folkestyret skulle kunne opnå sin ”fulde blomstring”. Jensen var medlem af bevægelsens forretningsudvalg og fremførte ofte grønlændernes, og da især kvindernes, sag. Efter at de grønlandske kvinder fik stemmeret 1948 rejste hun til Grønland året efter med støtte fra Folketingets finansudvalg. Hun opholdt sig der i flere måneder og besøgte flere steder på Grønlands vestkyst og arrangerede møder med stor tilslutning blandt lokalbefolkningen. Gæstfriheden skal have været så stor at adskillige tusinder af de 15.000 kroner som Jensen havde  rådighed over, var tilbage ved hjemkomsten. Folkevirke uddelte bl.a. bogen ”Kalatdline inuiakataunel” (omtrent ”Borger i Grønland”) til ca. 1.200 grønlandske kvinder som et led i oplysningsarbejdet om de grønlandske kvinders nyvundne politiske rettigheder og mulighederne de gav. I de efterfølgende år fulgte Jensen op på det oplysningsarbejde som hun havde sat i gang på Grønland, hvilket vandt respekt hos mange grønlænndere. I forbindelse med grundlovsreformen 1953, som indebar at den grønlandske befolkning fik ret at blive repræsentereret i Folketinget, blev Jensen opfordret til at stille op som folketingskandidat for regionen Nordgrønland. Hun takkede ja til tilbuddet men slog fast at hun ville trække sig tilbage når regionen kunne opstille sin egen, indfødte, kandidat. I en artikel i Grønlandsposten fremhævede Jensen at hun anså det som vigtigst at de grønlandske kvinder fik bedre uddannelsesmuligheder i form af husholdningsskole, efterskole, højskole og seminarium, samt foreningsliv og litteratur. Hun fremhævede også bedre boliger og mindsket alkoholindtagelse som vigtige mål. Hun fil 191 ud af 3.039 stemmer og blev ikke valgt.
På hjemmeplan havde Jensen siden 1945 været folketingskandidat for Venstre i valgkredsen Søndre Storkreds i København. Hun fik 1.280 stemmer uden at blive valgt i 1945, men blev indvalgt i Folketinget for Hovedstadens Venstre i 1947 med 2.995 stemmer. Hun fik plads i Grønlandskommissionen af 1948 og Svangerskabskommissionen af 1950. Ved valget i 1950 blev ikke Jensen blive genvalgt.
Efter at Jensen ikke genvalgt holdt hun en relativt lav politisk profil. Hun fortsatte som kandidat til Folketinget i Østre Storkreds, men lykkedes hende aldrig at blive valgt igen. Da grønlandsminister Kai Lindberg i 1960 nedsatte Grønlandsudvalget af 1960 på 19 medlemmer, fik han kritik fra kvindeorganisationerne Danske Kvinders Nationalråd og Dansk Kvindesamfund for at ikke have udpeget en eneste kvinde til udvalget. Begge organisationer foreslog jordemoren Elisabeth Johansen, formand for Grønlands Landsråd, og Kirstine Ladefoged Jensen som deres bud på kvinder som skulle indgå i udvalget. Dette blev ikke imødekommet.
Kirstine Ladefoged Jensen døde efter en kort tids sygdom i 1964 57 år gammel.

## Øvrige tillidsposter
- Tilsynsførende for børnehjemmet Egelundshuset[1]
- Medlem af Landsnævnet for Børneforsorg[1]
- Bestyrelsemedlem for børneforsorgsseminariet Jægerspris[1]

## Literatur
- Annemarie Balle: Kirstine Ladefoged Jensen i Dansk Kvindebiografisk Leksikon, Rosinante, København 2001. ISBN 978-87-7357-487-4.